# Turn Up the Music
Turn Up the Music è un brano musicale del cantante R&B statunitense Chris Brown, estratto come singolo dall'album Fortune. Il brano è stato scritto e prodotto da Harvey Mason, Jr. e Damon Thomas degli Underdogs e Fuego. Turn Up the Music è stato presentato online il 26 gennaio 2012 e pubblicato digitalmente il 14 febbraio 2012 come primo singolo dell'album.
Di questo singolo è stato prodotto anche un remix in collaborazione con la cantante barbadiana Rihanna, pubblicato il 20 febbraio in contemporanea al remix di Birthday Cake, altra collaborazione tra i due artisti.

## Tracce
Download digitale
1. Turn Up the Music – 3:47

## Classifiche
| Classifica (2012) | Posizione massima |
| ----------------- | ----------------- |
| Stati Uniti       | 10                |
| Regno Unito       | 1                 |